# East Witton Town
East Witton Town/East Witton Within var en civil parish från 1866 till 2003 då den blev en del av East Witton, i grevskapet North Yorkshire, i England. Civil parish var belägen 5 km från Leyburn och hade 162 invånare år 1971.